# Not in This Lifetime... Tour
Not in This Lifetime... Tour – szósta trasa koncertowa Guns N’ Roses.
W 2016 trasa obejmowała 32 koncerty w Ameryce Północnej i 15 w Ameryce Południowej.
W 2017 trasa obejmowała po osiem koncertów w Azji i Oceanii, 20 w Europie, 4 w Ameryce Południowej i 43 w Ameryce Północnej.
W 2018 trasa obejmowała 19 koncertów w Europie, 7 koncertów w Azji, po 1 koncercie w Meksyku, Afryce Południowej i Stanach Zjednoczonych.
W 2019 trasa obejmowała 15 koncertów w Stanach Zjednoczonych.

## Koncerty w 2016
Ameryka Północna
1. 1 kwietnia 2016 – West Hollywood, Kalifornia, USA – The Troubadour
2. 8 kwietnia 2016 – Las Vegas, Nevada, USA – T-Mobile Arena
3. 9 kwietnia 2016 – Las Vegas, Nevada, USA – T-Mobile Arena
4. 16 kwietnia 2016 – Indio, Kalifornia, USA – Empire Polo Club (Coachella Festival)
5. 19 kwietnia 2016 – Meksyk, Meksyk – Foro Sol
6. 20 kwietnia 2016 – Meksyk, Meksyk - Foro Sol
7. 23 kwietnia 2016 – Indio, Kalifornia, USA – Empire Polo Club (Coachella Festival)
8. 23 czerwca 2016 – Detroit, Michigan, USA – Ford Field
9. 26 czerwca 2016 – Landover, Maryland, USA – FedExField
10. 29 czerwca 2016 – Kansas City, Missouri, USA – Arrowhead Stadium
11. 1 lipca 2016 – Chicago, Illinois, USA – Soldier Field
12. 3 lipca 2016 – Chicago, Illinois, USA – Soldier Field
13. 6 lipca 2016 – Cincinnati, Ohio, USA – Paul Brown Stadium
14. 9 lipca 2016 – Nashville, Tennessee, USA – Nissan Stadium
15. 12 lipca 2016 – Pittsburgh, Pensylwania, USA – Heinz Field
16. 14 lipca 2016 – Filadelfia, Pensylwania, USA – Lincoln Financial Field
17. 16 lipca 2016 – Toronto, Kanada – Rogers Centre
18. 19 lipca 2016 – Foxborough, Massachusetts, USA – Gillette Stadium
19. 20 lipca 2016 – Foxborough, Massachusetts, USA – Gillette Stadium
20. 23 lipca 2016 – East Rutherford, New Jersey, USA – MetLife Stadium
21. 24 lipca 2016 – East Rutherford, New Jersey, USA – MetLife Stadium
22. 27 lipca 2016 – Atlanta, Georgia, USA – Georgia Dome
23. 29 lipca 2016 – Orlando, Floryda, USA – Camping World Stadium
24. 31 lipca 2016 – Nowy Orlean, Luizjana, USA – Mercedes-Benz Superdome
25. 3 sierpnia 2016 – Arlington, Teksas, USA – AT&T Stadium
26. 5 sierpnia 2016 – Houston, Teksas, USA – NRG Stadium
27. 9 sierpnia 2016 – San Francisco, Kalifornia, USA – AT&T Park
28. 12 sierpnia 2016 – Seattle, Waszyngton, USA – CenturyLink Field
29. 15 sierpnia 2016 – Glendale, Arizona, USA – University of Phoenix Stadium
30. 18 sierpnia 2016 – Los Angeles, Kalifornia, USA – Dodger Stadium
31. 19 sierpnia 2016 – Los Angeles, Kalifornia, USA – Dodger Stadium
32. 22 sierpnia 2016 – San Diego, Kalifornia, USA – Qualcomm Stadium

Na festiwalu Coachella obok Guns N’ Roses wystąpili LCD Soundsystem i Calvin Harris.
Ameryka Południowa
1. 27 października 2016 – Lima, Peru – Estadio Monumental „U”
2. 29 października 2016 – Santiago, Chile – Estadio Nacional Julio Martínez Prádanes
3. 1 listopada 2016 – Rosario, Argentyna – Estadio Gigante de Arroyito
4. 4 listopada 2016 – Buenos Aires, Argentyna – Estadio Monumental
5. 5 listopada 2016 – Buenos Aires, Argentyna - Estadio Monumental
6. 8 listopada 2016 – Porto Alegre, Brazylia – Estádio Beira-Rio
7. 11 listopada 2016 – São Paulo, Brazylia – Allianz Parque
8. 12 listopada 2016 – São Paulo, Brazylia - Allianz Parque
9. 15 listopada 2016 – Rio de Janeiro, Brazylia – Estádio Olímpico João Havelange
10. 17 listopada 2016 – Kurytyba, Brazylia – Pedreira Paulo Leminski
11. 20 listopada 2016 – Brasília, Brazylia – Estádio Mané Garrincha
12. 23 listopada 2016 – Medellín, Kolumbia – Estadio Atanasio Girardot
13. 26 listopada 2016 – San José, Kostaryka – Estadio Nacional de Costa Rica
14. 29 listopada 2016 – Meksyk, Meksyk – Palacio de los Deportes
15. 30 listopada 2016 – Meksyk, Meksyk - Palacio de los Deportes

## Koncerty w 2017
Japonia
1. 21 stycznia 2017 – Osaka, Kyocera Dome
2. 22 stycznia 2017 – Kobe, World Memorial Hall
3. 25 stycznia 2017 – Jokohama, Yokohama Arena
4. 28 stycznia 2017 – Saitama, Saitama Super Arena
5. 29 stycznia 2017 – Saitama, Saitama Super Arena

Oceania
1. 2 lutego 2017 – Wellington, Nowa Zelandia – Westpac Stadium
2. 4 lutego 2017 – Auckland, Nowa Zelandia – Western Springs Stadium
3. 7 lutego 2017 – Brisbane, Australia – Queensland Sport and Athletics Centre
4. 10 lutego 2017 – Sydney, Australia – ANZ Stadium
5. 11 lutego 2017 – Sydney, Australia - ANZ Stadium
6. 14 lutego 2017 – Melbourne, Australia – Melbourne Cricket Ground
7. 18 lutego 2017 – Adelaide, Australia – Adelaide Oval
8. 21 lutego 2017 – Perth, Australia – Domain Stadium

Azja
1. 25 lutego 2017 – Singapur, Changi Exhibition Centre
2. 28 lutego 2017 – Bangkok, Tajlandia – SCG Stadium
3. 3 marca 2017 – Dubaj, Zjednoczone Emiraty Arabskie – Autism Rock Arena

Europa
1. 27 maja 2017 – Slane, Irlandia – Zamek w Slane
2. 30 maja 2017 – Bilbao, Hiszpania – San Mamés
3. 2 czerwca 2017 – Lizbona, Portugalia – Passeio Marítimo de Algès
4. 4 czerwca 2017 – Madryt, Hiszpania – Estadio Vicente Calderón
5. 7 czerwca 2017 – Zurych, Szwajcaria – Letzigrund
6. 10 czerwca 2017 – Imola, Włochy – Autodromo Enzo e Dino Ferrari
7. 13 czerwca 2017 – Monachium, Niemcy – Olympiastadion
8. 16 czerwca 2017 – Londyn, Anglia – London Stadium
9. 17 czerwca 2017 – Londyn, Anglia – London Stadium
10. 20 czerwca 2017 – Gdańsk, Polska – Stadion Energa Gdańsk
11. 22 czerwca 2017 – Hanower, Niemcy – Hanover Fairground
12. 24 czerwca 2017 – Werchter, Belgia – Werchter Festival Park
13. 27 czerwca 2017 – Kopenhaga, Dania – Telia Parken
14. 29 czerwca 2017 – Sztokholm, Szwecja – Friends Arena
15. 1 lipca 2017 – Hämeenlinna, Finlandia – Kantola Event Park
16. 4 lipca 2017 – Praga, Czechy – Letňany
17. 7 lipca 2017 – Paryż, Francja – Stade de France
18. 10 lipca 2017 – Wiedeń, Austria – Ernst-Happel-Stadion
19. 12 lipca 2017 – Nijmegen, Holandia – Goffertpark
20. 15 lipca 2017 – Tel Awiw, Izrael – Park ha-Jarkon

24 czerwca w Werchter na festiwalu obok Guns N’ Roses wystąpili: The Pretenders, Wolfmother i Channel Zero.
Ameryka Północna – część 1
1. 20 lipca 2017 – Nowy Jork, Nowy Jork, USA – Apollo Theater
2. 27 lipca 2017 – St. Louis, Missouri, USA – The Dome at America’s Center
3. 30 lipca 2017 – Minneapolis, Minnesota, USA – U.S. Bank Stadium
4. 2 sierpnia 2017 – Denver, Kolorado, USA – Sports Authority Field at Mile High
5. 5 sierpnia 2017 – Little Rock, Arkansas, USA – War Memorial Stadium
6. 8 sierpnia 2017 – Miami, Floryda, USA – Marlins Park
7. 11 sierpnia 2017 – Winston-Salem, Karolina Północna, USA – BB&T Field
8. 13 sierpnia 2017 – Hershey, Pensylwania, USA – Hersheypark Stadium
9. 16 sierpnia 2017 – Orchard Park, Nowy Jork, USA – New Era Field
10. 19 sierpnia 2017 – Montreal, Kanada – Parc Jean Drapeau
11. 21 sierpnia 2017 – Ottawa, Kanada – TD Place Stadium
12. 24 sierpnia 2017 – Winnipeg, Kanada – Investors Group Field
13. 27 sierpnia 2017 – Regina, Kanada – Mosaic Stadium
14. 30 sierpnia 2017 – Edmonton, Kanada – Commonwealth Stadium
15. 1 września 2017 – Vancouver, Kanada – BC Place Stadium
16. 3 września 2017 – George, Waszyngton, USA – The Gorge Amphitheatre
17. 6 września 2017 – El Paso, Teksas, USA – Sun Bowl
18. 8 września 2017 – San Antonio, Teksas, USA – Alamodome

Ameryka Południowa
1. 23 września 2017 – Rio de Janeiro, Brazylia – Barra Olympic Park
2. 26 września 2017 – São Paulo, Brazylia - Allianz Parque
3. 29 września 2017 – Santiago, Chile – Estadio Monumental
4. 1 października 2017 – La Plata, Argentyna – Estadio Ciudad de La Plata

W Rio de Janeiro zespół zagrał na festiwalu Rock in Rio. Obok Guns N’ Roses wystąpili: The Who, Incubus i Titãs. W São Paulo zespół zagrał na festiwalu São Paulo Trip. Obok Guns N’ Roses wystąpił Alice Cooper.
Ameryka Północna – część 2
1. 8 października 2017 – Filadelfia, Pensylwania, USA – Wells Fargo Center
2. 11 października 2017 – Nowy Jork, Nowy Jork, USA – Madison Square Garden
3. 12 października 2017 – Newark, New Jersey, USA – Prudential Center
4. 15 października 2017 – Nowy Jork, Nowy Jork, USA – Madison Square Garden
5. 16 października 2017 – Nawy Jork, Nowy Jork, USA – Madison Square Garden
6. 19 października 2017 – Waszyngton, USA – Capital One Arena
7. 22 października 2017 – Boston, Massachusetts, USA – TD Garden
8. 23 października 2017 – Hartford, Connecticut, USA – XL Center
9. 26 października 2017 – Cleveland, Ohio, USA – Quicken Loans Arena
10. 29 października 2017 – Toronto, Kanada – Air Canada Centre
11. 30 października 2017 – Toronto, Kanada – Air Canada Centre
12. 2 listopada 2017 – Detroit, Michigan, USA – Little Caesars Arena
13. 3 listopada 2017 – Louisville, Kentucky, USA – KFC! Yum Center
14. 6 listopada 2017 – Chicago, Illinois, USA – United Center
15. 7 listopada 2017 – Milwaukee, Wisconsin, USA – Bradley Center
16. 10 listopada 2017 – Houston, Teksas, USA – Toyota Center
17. 13 listopada 2017 – Nashville, Tennessee, USA – Bridgestone Arena
18. 14 listopada 2017 – Tulsa, Oklahoma, USA – BOK Center
19. 17 listopada 2017 – Las Vegas, Nevada, USA – T-Mobile Arena
20. 18 listopada 2017 – Sacramento, Kalifornia, USA – Golden 1 Center
21. 21 listopada 2017 – Oakland, Kalifornia, USA – Oracle Arena
22. 24 listopada 2017 – Los Angeles, Kalifornia, USA – Staples Center
23. 25 listopada 2017 – Inglewood, Kalifornia, USA – Kia Forum
24. 28 listopada 2017 – San Diego, Kalifornia, USA – Valley View Casino Center
25. 29 listopada 2017 – Inglewood, Kalifornia, USA – The Forum

## Koncerty w 2018
Europa
1. 3 czerwca 2018 – Berlin, Niemcy – Olympiastadion
2. 6 czerwca 2018 – Odense, Dania – Dyreskuepladsen
3. 9 czerwca 2018 – Donington, Anglia – Donington Park (Download Festival)
4. 12 czerwca 2018 – Gelsenkirchen, Niemcy – Veltins-Arena
5. 15 czerwca 2018 – Florencja, Włochy – Ippodromo de Visarno (Firenze Rock Festival)
6. 18 czerwca 2018 – Paryż, Francja – Brétigny-sur-Orge Air Base (Download Festival France)
7. 21 czerwca 2018 – Dessel, Belgia – Graspop Metal Meeting (Graspop Metal Meeting)
8. 24 czerwca 2018 – Mannheim, Niemcy – Maimarktgelände
9. 26 czerwca 2018 – Bordeaux, Francja – Stade Matmut-Atlantique
10. 29 czerwca 2018 – Madryt, Hiszpania – Caja Mágica (Download Festival Spain)
11. 1 lipca 2018 – Barcelona, Hiszpania – Estadi Olímpic Lluís Companys
12. 4 lipca 2018 – Nijmegen, Holandia – Goffertpark
13. 7 lipca 2018 – Lipsk, Niemcy - Leipziger Festwiese
14. 9 lipca 2018 – Chorzów, Polska – Stadion Śląski
15. 13 lipca 2018 – Moskwa, Rosja – Otkrytije Ariena
16. 16 lipca 2018 – Tallinn, Estonia – Tallinn Song Festival Ground
17. 19 lipca 2018 – Oslo, Norwegia – Valle Hovin
18. 21 lipca 2018 – Göteborg, Szwecja – Ullevi
19. 24 lipca 2018 – Reykjavík, Islandia – Laugardalsvöllur

Meksyk
1. 3 listopada 2018 – Monterrey, Parque Fundidora

Azja
1. 8 listopada 2018 – Dżakarta, Indonezja – Stadion Gelora Bung Karno
2. 11 listopada 2018 – Santa Maria, Filipiny – Philippine Arena
3. 14 listopada 2018 – Kuala Lumpur, Malezja – Laguna Słońca
4. 17 listopada 2018 – Taoyuan, Tajwan – Taoyuan International Baseball Stadium
5. 20 listopada 2018 – Hongkong, AsiaWorld-Expo
6. 21 listopada 2018 – Hongkong, Asia World Expo
7. 25 listopada 2018 – Abu Zabi, Zjednoczone Emiraty Arabskie – Yas Island (skończony wcześniej z powodu choroby gardła Axla)

Afryka Południowa
1. 29 listopada 2018 – Johannesburg, FNB Stadium

Stany Zjednoczone
1. 8 grudnia 2018 – Honolulu, Hawaje, USA – Aloha Stadium

## Koncerty w 2019
1. 25 września 2019 – Charlotte, Karolina Północna, USA – Spectrum Center
2. 28 września 2019 – Louisville, Kentucky, USA – Louder Than Life Festival
3. 1 października 2019 – Jacksonville, Floryda, USA – VyStar Veterans Memorial Arena
4. 4 października 2019 – Austin City Limits Music Festival
5. 7 października 2019 – Wichita, Kansas, USA – Intrust Bank Arena
6. 11 października 2019 – Austin, Teksas, USA – Austin City Limits Music Festival
7. 13 października 2019 – Manchester, Tennessee, USA – Exit 111 Festival
8. 15 października 2019 – Lincoln, Nebraska, USA – Pinnacle Bank Arena
9. 18 października 2019 – Guadalajara, Meksyk – Estadio Jalisco
10. 20 października 2019 – Tijuana, Meksyk – Estadio Caliente
11. 23 października 2019 – Oklahoma City, Oklahoma, USA – Chesapeake Energy Arena
12. 25 października 2019 – Nowy Orlean, Luizjana, USA – Voodoo Music Festival
13. 29 października 2019 – Salt Lake City, Utah, USA – Vivint Smart Home Arena
14. 1 listopada 2019 – Las Vegas, Nevada, USA – Colosseum at Ceasars Palace
15. 2 listopada 2019 – Las Vegas, Nevada, USA – Colosseum at Ceasars Palace

## Guns N’ Roses
- Axl Rose – wokal prowadzący i fortepian
- Slash – gitara prowadząca
- Duff McKagan – bas, chórki
- Richard Fortus – gitara prowadząca i rytmiczna, chórki
- Frank Ferrer – perkusja i instrumenty perkusyjne
- Melissa Reese – instrumenty klawiszowe i perkusyjne oraz chórki
- Dizzy Reed - pianino, instrumenty klawiszowe

## Goście występujący na trasie z Guns N’ Roses
Na trasie wystąpili z Guns N’ Roses następujący artyści: Sebastian Bach, Angus Young (z AC/DC), Steven Adler, Angry Anderson, Pink i Billy Gibbons.

## Artyści supportujący Guns N’ Roses
- 2016 (Ameryka Północna): Alice in Chains, The Cult, Tyler Bryant & the Shakedown, Chris Stapleton, Wolfmother, Billy Talent, Lenny Kravitz, Skrillex, The Struts, The Pink Slips i Zakk Wylde
- 2016 (Ameryka Południowa): Area 7, Wild Parade, Cielo Razzo, Massacre, Airbag, Scalene, Plebe Rude, Marky Ramone, Gandhi i Tyler Bryant & the Shakedown
- 2017 (Azja i Oceania): Babymetal, Man with a Mission, Wolfmother, Rose Tattoo, Tyler Bryant & the Shakedown i Point of View
- 2017 (Europa i Izrael): Royal Blood, Mark Lanegan, Otherkin, Tyler Bryant & the Shakedown, The Darkness, Phil Campbell, The Bastard Sons, The Kills, Killing Joke, Virgin, Biffy Clyro, Backyard Babies i Michael Monroe.
- 2017 (Ameryka Północna – część 1): The Kills, Deftones, Sturgill Simpson, Live, Our Lady Peace, Royal Blood i ZZ Top.
- 2017 (Ameryka Południowa): The Who
- 2018 (Europa): Manic Street Preachers, Greta Van Fleet, Rival Sons, The Pink Slips, Volbeat, Nothing More, Gojira, Tyler Bryant & the Shakedown, The Dead Daisies, Ghost, Graveyard i Other Noises.
- 2018 (Afryka Południowa): Wonderboom
- 2018 (Ameryka Północna): Kings of Spade
- 2019: Shooter Jennings, Bishop Gun, Blackberry Smoke, Tyler Bryant & the Shakedown.